# Thomas Pelham-Holles, 1:e hertig av Newcastle
Thomas Pelham-Holles, hertig av Newcastle-upon-Tyne och Newcastle-under-Lyne, född 21 juli 1693 i London, död 17 november 1768 i London, var en brittisk politiker, som var Storbritanniens premiärminister 1754–1756 samt 1757–1762. 

## Biografi
Trogen släktens whigtraditioner verkade Pelham-Holles, som blivit en av Englands rikaste jorddrottar, för att befästa den hannoverska tronföljden. Han upphöjdes av Georg I 1714 till earl av Clare och 1715, som belöning för uppsättandet av trupper mot pretendenten, till hertig av Newcastle-upon-Tyne. Han bar förut (sedan 1712) titeln baron Pelham-Holles. 
Han inträdde 1724 i Walpoles ministär som statssekreterare och var länge endast ett redskap och ett eko åt Walpole, men började 1737 närma sig dennes motståndare. Sin statssekreterarplats behöll han även under Wilmington och under sin bror Henry Pelham, som 1743 blev förste skattkammarlord i den ministär, vars verklige chef först var lord Carteret, men som efter dennes undanträngande (november 1744) småningom alltmer kom att behärskas av bröderna Pelham.
Efter broderns död 1754 blev Pelham-Holles själv premiärminister. I november 1756 blev han dock tvungen att avgå under intrycket av allmänhetens harm över förlusten av Menorca till fransmännen. Han erhöll då titeln hertig av Newcastle-under-Lyme. Redan i juli 1757 blev han åter som förste skattkammarlord kabinettets nominelle chef (Pitt den äldre var den verklige), men i maj 1762 undanträngdes han av lord Bute. 
Han var sedermera lordsigillbevarare i Rockinghams kabinett (juli 1765-augusti. 1766) och ivrade därunder för upphävande av den för de nordamerikanska kolonisterna förhatliga stämpelskatten. Pelham-Holles förlöjligades ofta (av bland andra Horace Walpole) för sitt nervösa och viktiga sätt att uppträda; han var emellertid skicklig parlamentstaktiker och ytterst arbetsam som ämbetsman. 
Han var son till Thomas Pelham, lord Pelham, och systerson till John Holles, hertig av Newcastle-upon-Tyne, som vars adopterade arvtagare han 1711 till släktnamnet Pelham lade namnet Holles.
Pelham-Holles var 1:e hertig Newcastle-upon-Tyne, 1:e hertig av Newcastle-under-Lyne, 1:e earl av Clare, 2:e baron Pelham av Laughton, 1:e baron Pelham av Stanmer, 5:e baronet. Han dog barnlös, och den senare av hans båda hertigtitlar övergick jämte godsen till hans systerson, broderns måg, Henry Pelham-Clinton, 2:e hertig av Newcastle. Titeln baron Pelham av Stanmer och baronetvärdigheten övertogs av hans avlägsna släkting, Thomas Pelham, 1:e earl av Chichester. Övriga titlar slocknade vid Pelham-Holles död.